# The Prisoner of Zenda (livro)
O Prisioneiro de Zenda (em inglês, The Prisoner of Zenda) é um romance de aventura de Anthony Hope, publicado em 1894. O Rei da Ruritânia é drogado na véspera de sua coroação e, portanto, não pode comparecer à cerimônia. As forças políticas dentro do reino são tais que, para que o rei retenha a coroa, sua coroação deve prosseguir. Por sorte, um cavalheiro inglês de férias em Ruritânia, que se assemelha ao monarca, é persuadido a agir como seu engodo político em um esforço para salvar a situação política instável do interregno.
O nome do vilão em O Prisioneiro de Zenda, Rupert de Hentzau, é o título de uma continuação, o romance, Rupert de Hentzau (1898), publicado quatro anos depois, e é incluído em algumas edições de O Prisioneiro de Zenda. A popularidade dos romances inspirou o gênero "romance ruritano", presente na literatura, cinema e teatro que apresenta histórias ambientadas em um país fictício, geralmente na Europa Central e Europa Oriental, como Ruritânia, o reino da Europa Central que deu nome ao gênero, que inclui os romances de Graustark por George Barr McCutcheon.

## Resumo do enredo

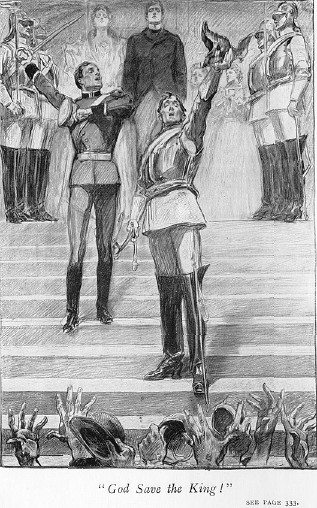
Uma ilustração da representação do The Prisoner of Zenda.

Na noite da coroação do rei Rudolf V da Ruritânia, seu meio-irmão mais novo Michael, Duque de Strelsau, o drogou. Em uma tentativa desesperada de negar a Michael a desculpa para reivindicar o trono, o coronel Sapt e Fritz von Tarlenheim, assistentes do rei, convencem seu primo distante Rudolf Rassendyll, um visitante inglês, a personificar o rei na coroação.
O rei inconsciente é sequestrado e aprisionado em um castelo na pequena cidade de Zenda. Há complicações, enredos e contra-esquemas, entre os quais os esquemas da amante de Michael, Antoinette de Mauban e de seu arrojado mas capanga vilão, o Conde Rupert de Hentzau.
Rassendyll se apaixona pela Princesa Flavia, a prometida do rei, mas não pode lhe dizer a verdade. Ele decide resgatar o rei e lidera uma tentativa de entrar no castelo de Zenda. O rei é resgatado e é restaurado ao seu trono, mas os amantes, obrigados, devem se separar.